# Natália Lara
Natália Lara (São Paulo, 21 de dezembro de 1993) é uma jornalista, narradora esportiva e locutora brasileira.
Atualmente, trabalha nos canais esportivos do Grupo Globo (Rede Globo, SporTV e Premiere), tendo antes passado por Disney (ESPN Brasil/Fox Sports), DAZN e TV NSports.
Já narrou mais de 16 modalidades esportivas. Criou os bordões ”Professor, anota lá que é dele!” e "Tá no chão!".
Entre 2013 e 2020, também trabalhou como DJ.

## Carreira
Natália é graduada em Rádio, TV e Internet pela Faculdade Cásper Líbero. A primeira vez que Natália narrou um jogo de futebol foi em 2014, durante uma aula da faculdade.
Começou a trajetória profissional como colaboradora da Rádio Gazeta AM. Além disso, ela estagiou no estúdio de ensino à distância do Damásio Educacional e na Record.
Em 2018, foi finalista do projeto "Narra Quem Sabe", idealizado pelo Fox Sports. Neste mesmo ano, também esteve no programa "Comenta Quem Sabe", também do Fox Sports, analisando as partidas da Copa do Mundo da Rússia. Também fez transmissões do Pan-Americano Universitário de 2018, no canal da CBDU.
Foi a primeira voz feminina a comandar a final do Paulistão e também a primeira narradora de rádio FM em São Paulo.
Narrou o heptacampeonato da seleção brasileira feminina na Copa América (CBF) e participou das narrações do Paulista Feminino (FPF TV) e do Brasileiro Feminino (CBF TV).
Em 2019, passa a trabalhar na TV Cultura. Pela emissora, narrou a Superliga Feminina de Vôlei 2019/2020, Torneio Uber Internacional de Futebol Feminino de Seleções e o Campeonato Paulista de Futebol Feminino.
No final de 2019, é contratada pelo serviço de streaming de esportes DAZN. Estreia na programação em 5 de novembro, na partida entre Santos e Juventus, pela terceira fase do Campeonato Paulista Sub-20. Pela emissora, foi a primeira mulher a comandar uma transmissão de um jogo televisionada do Campeonato Paranaense de Futebol e do Clube do Remo.
Em março de 2021, é anunciada como a nova narradora do grupo Disney. Sua estreia aconteceu em 6 de março, na transmissão da partida entre Lyon e Sochaux no Fox Sports, pela Copa da França, ao lado do comentarista Mauro Naves.
Pela ESPN Brasil, foi a primeira mulher a narrar um jogo da NBA, maior liga de basquete do mundo, e do Campeonato Inglês na televisão brasileira. Em abril de 2021, sua narração do jogo de basquete entre Dallas Mavericks e Memphis Grizzlies ganhou repercussão internacional, sendo o lance final compartilhado pelo perfil oficial da NBA, ressaltando a emoção colocada pela narradora brasileira.
Em 4 de maio de 2021, foi anunciada como contratada do Grupo Globo para integrar a equipe de esportes da emissora, tanto na TV Globo como nos canais fechados. Foi a a segunda mulher a narrar no canal SporTV. No mesmo ano, narrou nove modalidades esportivas nos Jogos Olímpicos de Verão.